# Inondations de 2018 au Japon
Des inondations touchent le Japon début juillet 2018, à la suite de précipitations records dans l'ouest du pays (Shikoku et régions de Chūgoku, Kansai et Chūbu sur Honshū).

## Description

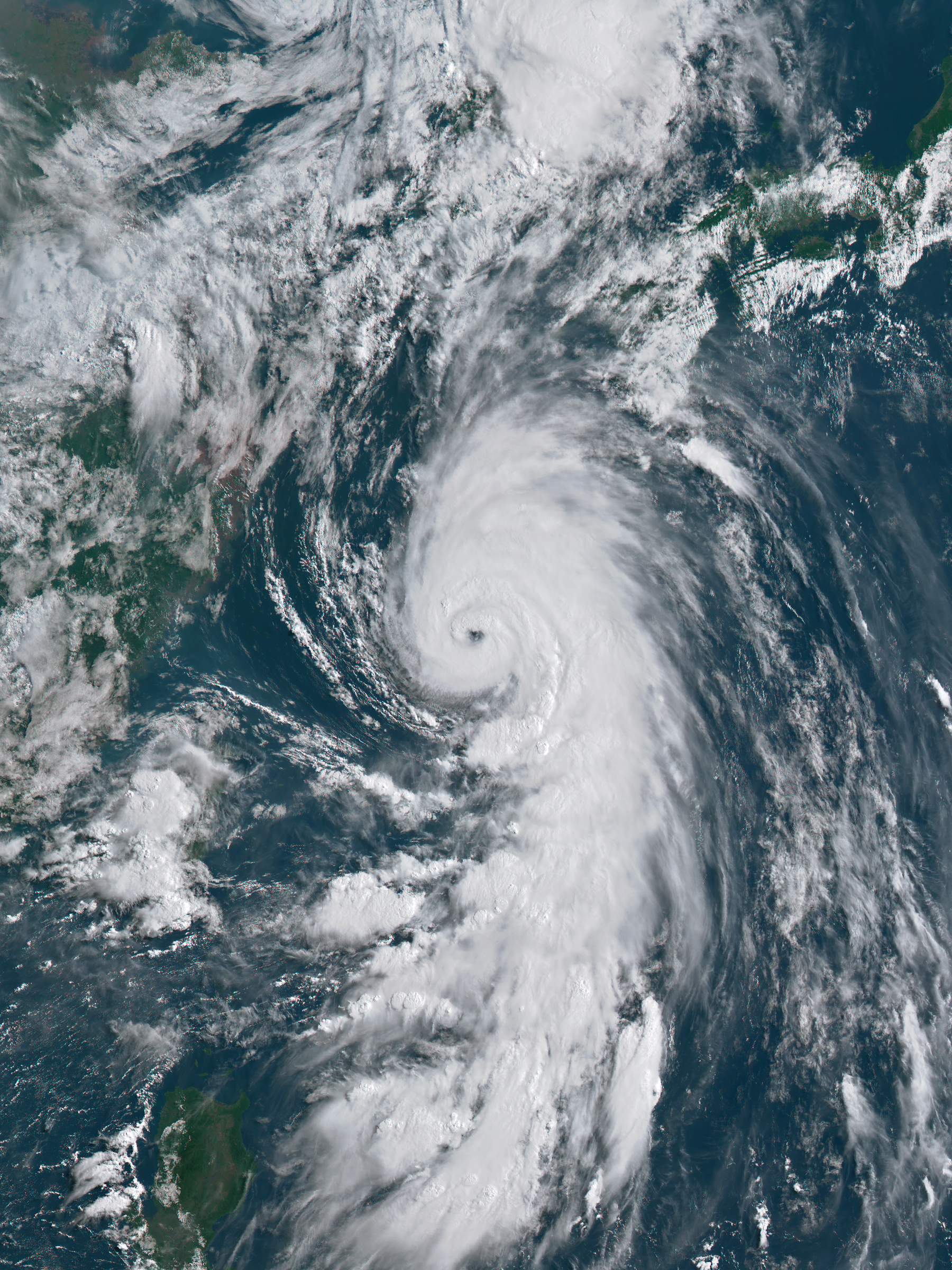
Image satellite du typhon Prapiroon le 2 juillet.

Depuis le 5 juillet 2018, des précipitations records amenées par le typhon Prapiroon dissipé le 4 juillet sont enregistrées dans plusieurs préfectures japonaises, principalement celles d'Ehime, Hiroshima, Kyoto, Kōchi, Gifu et Okayama. Les précipitations ont dépassé un mètre en une centaine d'heures dans plusieurs régions, l'agence météorologique du Japon estimant que de tels niveaux ne sont atteints que rarement en plusieurs décennies. Ces précipitations entraînent des crues exceptionnelles, des glissements de terrain et des inondations.
Les autorités ordonnent l'évacuation de plus de deux millions de personnes, mais l'instruction n'est pas toujours respectée, les routes étant déjà impraticables. 54 000 pompiers, policiers et militaires ont été dépêchés sur le terrain  et plus de 40 hélicoptères sont engagés au 7 juillet dans les opérations de secours. Au 10 juillet, plus de 70 000 personnes sont mobilisés.
Selon Takeo Moriwaki, de l'Institut de technologies de Hiroshima, même les experts sont dépassés, car des glissements de terrain se sont produits à des endroits où les risques étaient considérés comme peu probables. L'ampleur du sinistre s'explique aussi par la structure de l'habitat au Japon : les maisons sont en bois, parfois construites à flanc de montagne et donc à la merci des glissements de terrain.

## Conséquences

### Humaines
Le 9 juillet au matin, le bilan officiel fait état de 100 morts selon le Secrétaire général du Cabinet Yoshihide Suga et de dizaines de disparus, alors que la chaîne publique NHK fait état le 8 juillet d'un bilan de 81 morts et 57 disparus. Une centaine d’habitants des régions les plus touchées ont été blessés, d’après l'agence de gestion des incendies et catastrophes naturelles. Au matin du 10 juillet, les autorités annoncent un bilan encore provisoire de 141 morts. Il s'alourdit à 179 morts et 67 disparus le matin du 11 juillet, puis à 199 morts le 12 juillet. Trois jours plus tard, le bilan est établi à 212 morts, dont 100 dans la seule préfecture de Hiroshima, le sort de 21 personnes restant incertain. Le 20 juillet, le bilan atteint les 225 morts.
Deux millions de personnes devaient être évacuées selon les prévisions au 7 juillet, le nombre est monté à cinq millions le 9 juillet. Le 10 juillet, 8 400 sinistrés étaient hébergés dans des refuges des autorités, d'autres ayant été accueillis par des proches.
Il s'agit du bilan le plus meurtrier à la suite d'un phénomène météorologique au Japon depuis 1982, dépassant les pertes humaines des glissements de terrain d'Hiroshima de 2014.
Au 10 juillet, plus de 200 000 foyers sont privés d'eau courante.

### Économiques
Plusieurs entreprises ont dû suspendre leurs activités temporairement. Mazda a interrompu ses opérations dans deux usines de la zone, les perturbations sur les réseaux de transport ayant bloqué le déplacement de ses ouvriers et empêché les livraisons de pièces détachées. Daihatsu Motor, une filiale de Toyota, a suspendu la production dans quatre usines. L'une des usines de Panasonic dans la préfecture d'Okayama, spécialisée dans la production de caméras professionnelles, a été inondée. Asahi Shuzo, producteur du saké Dassai, a arrêté sa production dans ses deux brasseries de la préfecture de Yamaguchi à la suite d'une panne de courant.

### Politiques
Le gouvernement est fortement critiqué par l'opposition pour une gestion de crise tardive, la cellule de crise n'ayant été mise en place que le 8 juillet. Le premier ministre japonais Shinzo Abe annule sa visite en Europe pour se rendre sur place le 12 juillet. Il devait notamment être en France pour le défilé militaire du 14 Juillet, et signer l'accord de libre-échange entre le Japon et l'Union européenne à Bruxelles, finalement signé à Tokyo.

## Polémique
Les experts en gestion des catastrophes pointent du doigt le système d'avertissement japonais. La décision d'émettre ou non des ordres d'évacuation, non contraignants, est confiée à des fonctionnaires locaux n'ayant aucune expérience de gestion des catastrophes. Les autorités locales ont de plus la hantise de dire aux gens de s'en aller pour rien, les poussant à émettre des ordres d'évacuation tardivement.